# Athos Rail
Athos Rail S.A., anteriormente Raxell Rail S.A. (hasta el 23 de diciembre de 2021), es una empresa ferroviaria española fundada el 19 de febrero de 2019 para la prestación de servicios de transporte de viajeros y de mercancías por ferrocarril, tas la liberalización del transporte ferroviario en España.
Tiene licencia de empresa operadora ferroviaria en la Red Ferroviaria de Interés General para viajeros y mercancías de la Agencia Estatal de Seguridad Ferroviaria.
Posee certificado publicado en ERADIS de Entidad Encargada de Mantenimiento (EEM) de conformidad con la Directiva (UE) 2016/798 y del Reglamento (UE) 2019/779 para las funciones de gestión y de gestión del mantenimiento de la flota. El alcance de las actividades de mantenimiento son vagones de mercancías (incl. mercancías peligrosas), locomotoras, unidades múltiples, coches de viajeros, vehículos de alta velocidad y máquinas de vía.
En 2024 puso en servicio una nueva terminal ferroviaria de carga en el municipio madrileño de Fuenlabrada, sobre una parcela de 19.000 m2 ampliables en otros 22.000 m2, que integra dos vías de 260 metros, y cuenta con 80 conexiones 'reefer', que podrían llegar hasta 320 en un futuro. El objetivo es captar alrededor de un 4% del tráfico de contenedores que transitan por el eje de la A-4 y la A-42.

## Material rodante
El parque motor de Athos Rail se compone de 26 locomotoras, cinco de ellas diésel:
- Varias locomotoras eléctricas de la serie 269 compradas a Renfe conocidas como Japonesas, por su fabricación bajo licencia de la nipona Mitsubishi.
  - De la conocida como serie baja posee las siguientes numeraciones: 269.015, 269.020, 269.035, 269.065, 269.517 y 269.521.
  - De la serie alta cuenta con las numeraciones: 269.961, 269.971.
  - De la serie alta tándem, posee las parejas: 269.351, 269.355, 269,752, 269.754, 269.755 y 269.759.
- Una locomotora diésel-eléctrica de la Serie 308 de Renfe, procedente de Copasa, con numeración 269.035.

## Talleres
Su filial Siderúrgica Requena es un taller ferroviario ubicado en Villaverde que se dedica la realización de tareas de reparación, mantenimiento y transformación de material ferroviario, así como también a la venta de suministros y componentes del sector.